# Staniszewo (Barciany)
Staniszewo (deutsch Albertinhausen) ist ein kleiner Ort in der polnischen Woiwodschaft Ermland-Masuren und gehört zur Gmina Barciany (Barten) im Powiat Kętrzyński (Kreis Rastenburg).

## Geographische Lage
Staniszewo liegt in der nördlichen Mitte der Woiwodschaft Ermland-Masuren, sieben Kilometer nordöstlich der Kreisstadt Kętrzyn (deutsch Rastenburg).

## Geschichte
Albertinhausen war ein kleiner Gutsort und gehörte bis 1928 zum Gutsbezirk Wehlack (polnisch Skierki) im ostpreußischen Kreis Rastenburg. 1820 zählte Albertinhausen 12 Einwohner, 1885 waren es bereits 89 und 1905 noch 59.
Das Gut Albertinhausen gab am 30. September 1928 seine Eigenständigkeit auf und schloss sich mit dem Gut Groß Schatten (polnisch Szaty Wielkie) und der Landgemeinde Wehlack zur neuen Landgemeinde Wehlack zusammen.
1945 wurde Albertinhausen in Kriegsfolge mit dem gesamten südlichen Ostpreußen an Polen überstellt und erhielt die polnische Namensform „Staniszewo“. Die heutige Siedlung (polnisch Osada) ist heute eine Ortschaft im Verbund der Landgemeinde Barciany (Barten) im Powiat Kętrzyński (Kreis Rastenburg), bis 1998 der Woiwodschaft Olsztyn, seither der Woiwodschaft Ermland-Masuren zugehörig.

## Kirche
Bis 1945 war Albertinhausen in die evangelische Kirche Wenden in der Kirchenprovinz Ostpreußen der Evangelischen Kirche der Altpreußischen Union sowie in die katholische Kirche Rastenburg im damaligen Bistum Ermland eingepfarrt.
Heute gehört Staniszewo zur katholischen Pfarrei Winda (Wenden) im jetzigen Erzbistum Ermland sowie zur evangelischen Kirchengemeinde Barciany, einer Filialgemeinde der Johanneskirche Kętrzyn in der Diözese Masuren der Evangelisch-Augsburgischen Kirche in Polen.

## Verkehr
Staniszewo ist über eine Stichstraße zu erreichen, die bei Skierki (Wehlack) von der Woiwodschaftsstraße 591 (einstige deutsche Reichsstraße 141) in östlicher Richtung abzweigt. Eine Bahnanbindung gibt es nicht.